# Bloody Roar
Bloody Roar ist eine Fighting-Game-Spieleserie des japanischen Spieleentwicklers Eighting/Raizing für diverse Spielekonsolen.

## Veröffentlichte Titel
- Bloody Roar (Arcade, PlayStation, PlayStation 3, PlayStation Portable)
- Bloody Roar 2 (Arcade, PlayStation, PlayStation 3, PlayStation Portable)
- Bloody Roar 3 (Arcade, PlayStation 2)
- Bloody Roar Primal Fury (GameCube)
- Bloody Roar Extreme (Xbox)
- Bloody Roar 4 (PlayStation 2)

## Spielprinzip
Das Spiel folgt dem gängigen Prügelspiel-Spielprinzip. In Bloody Roar stellt der Spieler einen von über zehn 3D-animierten Kämpfern dar. Außer der normalen Gestalt des Charakters steht eine zweite tierische Form zur Verfügung, die durch Aufladen einer Spezialleiste aktiviert werden kann. Es gibt auch noch eine dritte Stufe, das sogenannte „Ultrabeast“. In diesem Zustand ist der Kämpfer wesentlich schlagkräftiger als Mensch oder Tier. Diese Stufe lässt sich nur über einen geringen Zeitraum beibehalten, dann findet eine Rückverwandlung in den Ausgangszustand statt.

## Handlung

### Bloody Roar
Eine Katastrophe bedroht die Welt im Jahre 1999, diese lässt die Menschen in Angst und Schrecken leben. Mitten in dieser schrecklichen Zeit tauchen Lebewesen mit überragenden Fähigkeiten auf, die sich, wann immer sie wollen, in brutale Bestien verwandeln können. Ausgebildete Kämpfer, die Zeugen der unglaublichen Kraft dieser Kreaturen wurden, hatten das Verlangen lieber zu fliehen, als mit ihnen zu Kämpfen. Durch die Transformation bekamen einige dieser geheimnisvollen Geschöpfe Tigerpranken oder Wolfsfänge.

### Bloody Roar 2
Fünf Jahre später endete der Kampf der Bestien mit dem Konkurs der internationalen Firma „Tylon Company“. Diese war außerdem verantwortlich für die Herstellung von genetisch veränderten Menschen, die Zoanthropen genannt wurden. Diese waren halb Mensch und halb Bestie mit außergewöhnlichen Fähigkeiten. Die Zoanthropen waren ausschließlich für den Krieg und militärische Angelegenheiten bestimmt. Für die Menschen sollten diese Geschöpfe niemals in der Gesellschaft akzeptiert werden. Sie werden unter anderem auch als Abschaum und Außenseiter behandelt. An vielen Orten werden die Zoanthropen sogar gejagt und dieses wird unter den Menschen eine immer beliebtere Sportart. Eine Terrorgruppe, die sich „Die halbmenschliche Biester Befreiungsfront“ nennt, begann Ihresgleichen an einen sicheren Zufluchtsort zusammen zu rufen. Dort erklärte die Gruppe den Jägern und allen anderen, die gegen die Zoanthropen waren, den Krieg. Aber nicht alle der Zoanthropen waren mit den Taten der Gruppe zufrieden und bildeten eine eigene Ordnung.

### Bloody Roar 3
Unter den Zoanthropen verbreitete sich vor kurzer Zeit ein seltsames Phänomen. Auffällige Male, die sich „Wappen“ nannten, erschienen auf der Haut einiger Zoanthropen. Jene, die diese „Wappen“ trugen, waren in der Lage, ihre eigene gewaltige Kraft zu überschreiten. Doch mussten die Betroffenen einen sehr hohen Preis dafür zahlen. Die betroffenen Zoanthropen starben einer nach dem anderen auf unbekannte Weise. Einige von ihnen entschlossen sich daraufhin mit allen Mitteln dagegen anzukämpfen.